# 田村正人
田村 正人（たむら まさと）は、日本のフィギュアスケート選手（男子シングル、アイスダンス）。パートナーは赤広真弓。神奈川県出身。1967年全日本フィギュアスケート選手権優勝（アイスダンス）。1967年世界選手権代表（男子シングル）。

## 経歴
1961年、全日本選手権に男子シングルで出場し佐藤信夫、杉田秀男に次いで3位に入る。1966年の全日本選手権では小塚嗣彦に次いで2位に入り、1967年世界選手権に選出された。初出場となった世界選手権では18位となる。
1967年、全日本選手権に男子シングルとアイスダンスで出場し、男子シングルは小塚嗣彦、樋口豊に次いで3位、アイスダンスでは赤広真弓とカップルを組み優勝する。1968年の国民体育大会では東京都代表として出場し高校男子で優勝。
引退後は日本スケート連盟に入り、フィギュアスケート委員長兼理事を務めていたが、2008年6月10日に職務執行停止の処分を受けた。大会実行委員を務めた2007年世界選手権の運営に関し、連盟とコンサルティング会社との間に民事訴訟が発生したが、2009年に和解した。

## 主な戦績

### 男子シングル
| 大会/年      | 1961-62 | 1962-63 | 1963-64 | 1964-65 | 1965-66 | 1966-67 | 1967-68 |
| ------------ | ------- | ------- | ------- | ------- | ------- | ------- | ------- |
| 世界選手権   |         |         |         |         |         | 18      |         |
| 全日本選手権 | 3       |         | 3       | 3       |         | 2       | 3       |
| 国民体育大会 |         |         |         |         |         |         | 1       |

### アイスダンス
| 大会/年      | 1967-68 |
| ------------ | ------- |
| 全日本選手権 | 1       |